# Thermes de Saturnia
Les thermes de Saturnia sont un groupe de sources situées dans la commune de Manciano en Toscane, à quelques kilomètres du village de Saturnia. Les sources qui alimentent les bains, situées dans la vallée sud-orientale, couvrent un vaste territoire qui s'étend du mont Amiata et des collines de l'Albegna et de la Fiora jusqu'à la Maremme grossetane à Roselle (Terme di Roselle (it)) et Talamone (Terme dell'Osa (it)).

## Toponymie
Une légende, selon les Étrusques et les Romains, rapporte que les thermes de Saturnia auraient été formées par des éclairs lancés par Jupiter. Lors d'une violente dispute entre les deux divinités mythologiques, les éclairs lancés vers Saturne l'avaient raté, provoquant les formations. 

## Eaux
L'eau de source sulfureuse est à une température d'environ 37,5 °C. Les principales cascades thermales sont les  Cascate del Mulino ou du Gorello, situées près d'un ancien moulin. Ces dernières sont d'accès publics a contrario d'autres lieux d'activités  à vocation commerciale comme le complexe thermal privé Resort di Saturnia Parco Termale plus près du village perché sur la colline.
Le rendement de la source est d'environ 800 litres par seconde, ce qui garantit un remplacement optimal de l'eau. La composition chimique est du soufre, du carbone, du sulfate, du bicarbonate alcalin, de la terre, avec la présence de sulfure d'hydrogène gazeux et de dioxyde de carbone. Les minéraux dissous dans l'eau s'élèvent à 2,79 grammes par litre.

## Galerie

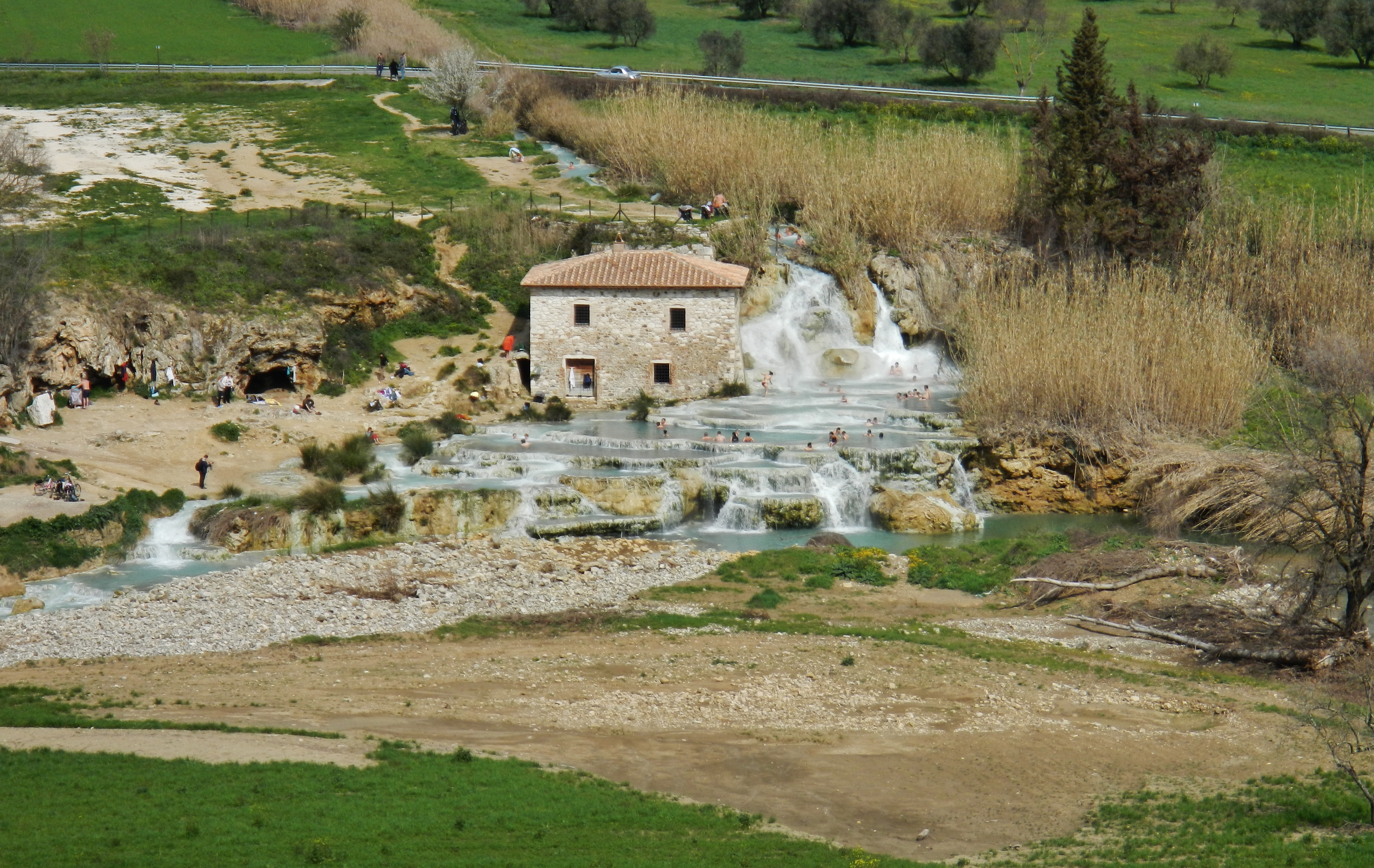
Vue panoramique du Moulin.
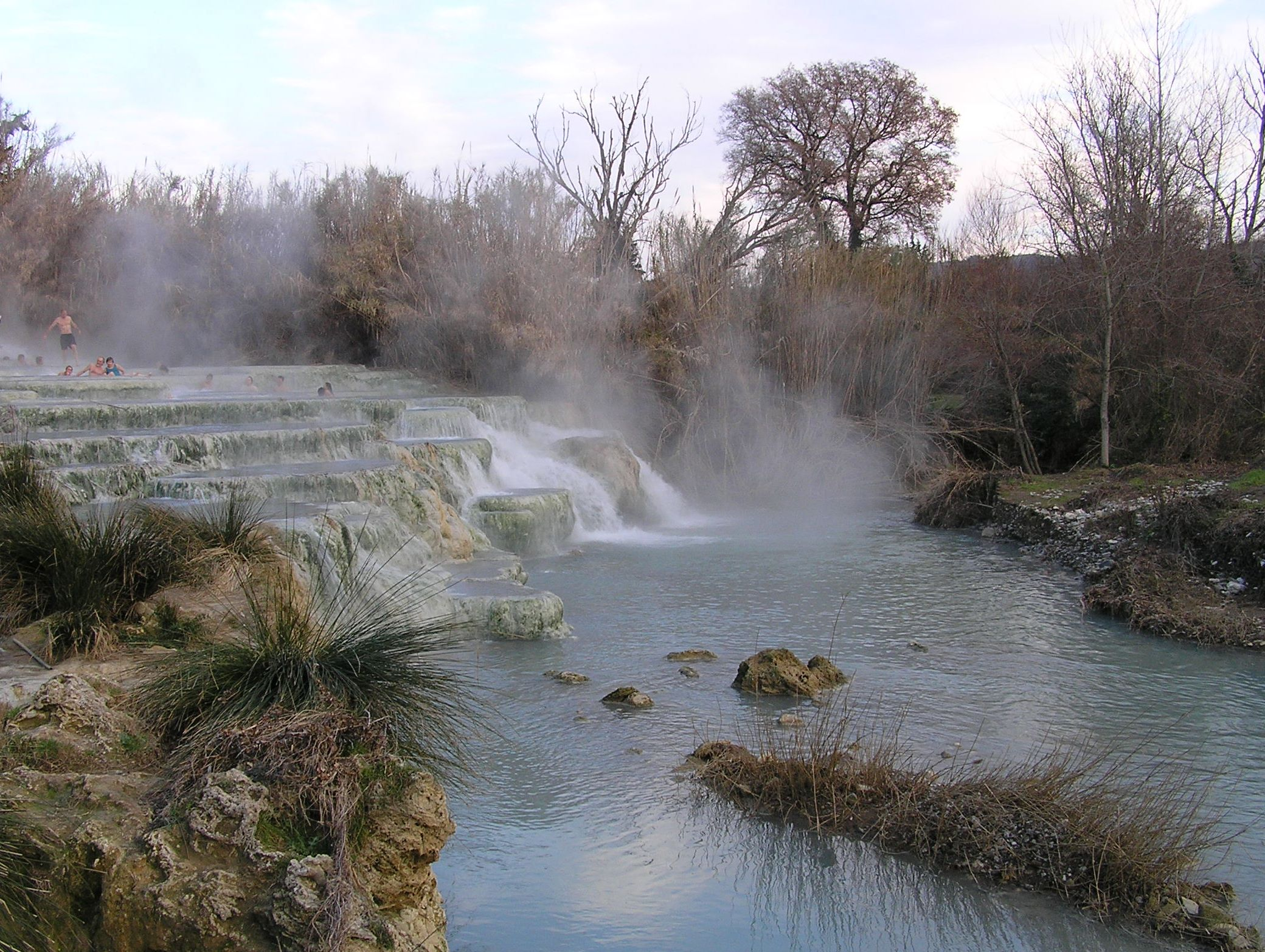
La cascade sous le moulin.
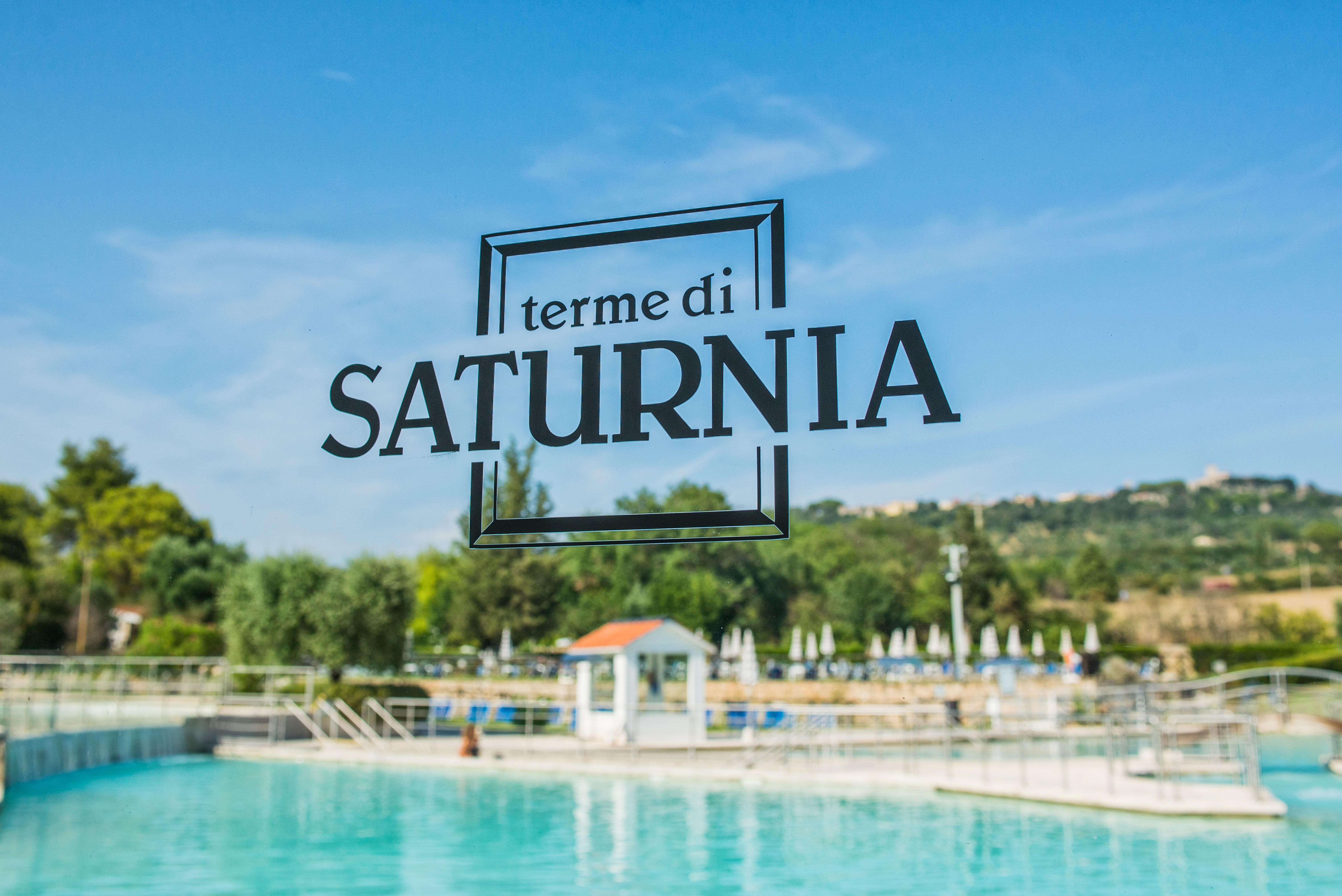
Les Terme di Saturnia Parco Termale.